# Vrångö
Vrångö is een plaats en eiland in de gemeente Göteborg in het landschap Västergötland en de provincie Västra Götalands län in Zweden. De plaats heeft 379 inwoners (2005) en een oppervlakte van 38 hectare. Het eiland ligt in het Kattegat en behoort tot het zuidelijke deel van de Göteborg-archipel. Het eiland bestaat uit op sommige plaatsen begroeide rotsen en er zijn veerverbindingen tussen het eiland en het vasteland.